# 홍순호 (1962년)
홍순호(1962년 1월 21일 ~ 2022년 11월 5일)는 대한민국의 야구선수이며, 삼성 라이온즈에서 뛰었다. 경북고등학교를 졸업했으며, 1985년 삼성 라이온즈에 1순위로 지명되어 1루수를 맡았으나 뚜렷한 활약 없이 1987년을 끝으로 은퇴하였다. 2022년 11월 5일 숙환으로 사망하였다.

## 기록
- 홍순호 - KBO 타자별 기록
- 1985년: 14경기 6타수 1안타 타율 0.167
- 1986년: 2경기 1타수 무안타 타율 0.000
- 1987년: 13경기 21타수 2안타 타율 0.095

## 등번호
- 31 (1985)
- 15 (1986~1987)

## 같이 보기
- 1985년 삼성 라이온즈 시즌